# Jonathan Strom
Jonathan Nelson Strom (* 1961) ist ein US-amerikanischer evangelischer Theologe.

## Leben
Er erwarb 1984 den BA in Geschichte und Religion am St. Olaf College, 1987 den Master of Theological Studies an der Harvard Divinity School und 1996 den PhD an der University of Chicago. Er lehrt als Professor für Kirchengeschichte an der Candler School of Theology der Emory University.
Seine Forschungsinteressen umfassen den Pietismus in Kontinentaleuropa, die Geschichte des protestantischen Klerus und die Entstehung moderner Formen der Frömmigkeit und religiösen Praxis.

## Schriften (Auswahl)
- Orthodoxy and reform. The clergy in seventeenth century Rostock. Tübingen 1999, ISBN 3-16-147191-1.
- mit Hartmut Lehmann und James Van Horn Melton (Hg.): Pietism in Germany and North America 1680–1820. Farnham 2009, ISBN 0-7546-6401-5.
- (Hg.): Pietism and community in Europe and North America 1650–1850. Leiden 2010, ISBN 90-04-18636-0.
- mit Timothy J. Wengert, Mark A. Granquist, Mary Jane Haemig, Robert Allan Kolb und Mark C. Mattes (Hg.): Dictionary of Luther and the Lutheran traditions. Grand Rapids 2017, ISBN 978-0-8010-4969-9.
- German pietism and the problem of conversion. University Park 2018, ISBN 978-0-271-07934-9.